# Siniec-Cegielnia
Siniec-Cegielnia (niem. Ziegelei Groß Blaustein) – część wsi Siniec w Polsce, położona w województwie warmińsko-mazurskim, w powiecie kętrzyńskim, w gminie Srokowo. Wchodzi w skład sołectwa Siniec.
W latach 1975–1998 Siniec-Cegielnia administracyjnie należał do województwa olsztyńskiego.